# خاندان ایکدا
خاندان ایکدا (انگلیسی: Ikeda clan) یکی از خاندان‌های ژاپنی است.